# نزهة النظر شرح نخبة الفكر
نُزْهَةُ النَّظَرِ بشرحِ نُخْبَةُ الفِكَرِ. كتاب في مصطلح الحديث ألفه الإمام شيخ الإسلام الحافظ ابن حجر العسقلاني، وهو شرح لكتابهِ (نخبة الفكر في مصطلح أهل الأثر)، الذي هو ملخص لمقدمة ابن الصلاح في علم الحديث النبوي على طريقة ابتكرها ابن حجر.

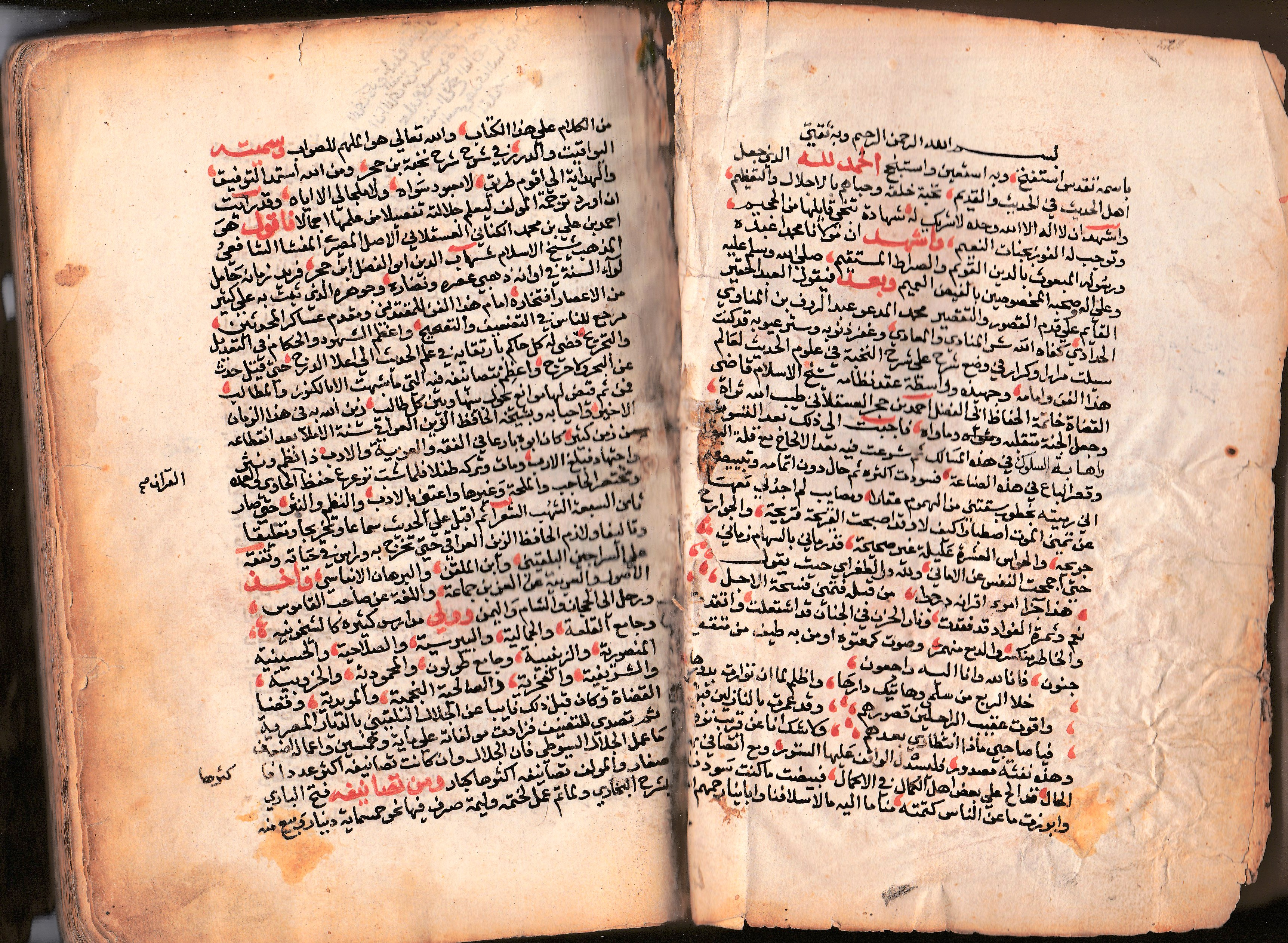
مخطوط شرح شرح النخبة لمؤلفه محمد عبد الرؤوف المناوي

ولقد ألف الشيخ محمد عبد الرؤوف المناوي كتاباً في شرح شرح النخبة.

## أسباب تأليف الكتاب
ذكر ابن حجر في مقدمة كتاب نخبة الفكر، أنه سأله بعض الاخوان أن يلخص له المهم من مقدمة ابن الصلاح، قال: فلخصته في أوراق لطيفة، سميتها: (نخبة الفكر في مصطلح أهل الأثر) على ترتيب ابتكرته أو سبيل انتهجته مع ما ضممته اليه من شوارد الفرائد وزوائد، فرغب اليّ ثانيا أن أضع عليها شرحا يحل رموزها، ويفتح كنوزها، ويوضح ما خفي على المبتدئ من ذلك فأجبته إلى سؤاله رجاء الاندراج في تلك المسالك، فبالغت في شرحها في الإيضاح والتوجيه، ونبهت على خبايا زواياها، لأن صاحب البيت أدرى بما فيه، وظهر لي أن إيراده على صورة البسط أليق، ودمجها ضمن توضيحها أوفق، فسلكت هذه الطريقة القليلة السالك.

## مواضيع الكتاب
- بيان الخبر و تقسيم طرقه
- بيان الحديث المتواتر.
- فائدة عن ابن الصلاح مثال المتواتر.
- بيان الحديث المشهور.
- بيان الحديث العزيز بيان الحديث الغريب.
- بيان أخبار الآحاد.
- بيان الحديث المرسل.
- بيان الحديث الموضوع.
- بيان الحديث المتروك والحديث المنكر.
- بيان حقيقة الصحابي.
- بيان الحديث المرفوع والحديث الموقوف والحديث المقطوع.
- خاتمة ومن المهم معرفة طبقات الرواة.
- بيان مراتب الجرح.
- بيان مراتب التعديل.
- تقديم الجرح على التعديل.
- معرفة كنى المسمين وأسماء المكنين